# Ub Iwerks
Ubbe Ert Iwwerks, conocido como Ub Iwerks (Kansas City, Misuri, 24 de marzo de 1901-Burbank, California, 7 de julio de 1971) fue un animador estadounidense, famoso por su trabajo con Walt Disney. Fue el creador del personaje Mickey Mouse. El diseño del dibujo del ratón pertenece al ingenio de Iwerks, mientras que su personalidad y desarrollo como personaje en los primeros cortometrajes vinieron de la mano de Walt Disney.

## Biografía
Su familia procedía de Frisia Oriental, en la Baja Sajonia (Alemania). Su padre, Eert Ubbe Iwwerks, había emigrado a Estados Unidos en 1869. Iwwerks cambió su nombre verdadero (Ubbe Ert Iwwerks, que sonaba extraño en Estados Unidos) por el más sencillo de Ub Iwerks, con el que es conocido.
Conoció a Disney cuando ambos trabajaban para Pesman-Rubin Comercial Art Studio, de Kansas City, en 1919, y trabajó con él ininterrumpidamente hasta 1930. En 1920 fundaron una compañía llamada Iwerks-Disney Commercial Artists, que no tuvo éxito. Más tarde, ambos trabajaron para Kansas City Film Ad. Cuando en 1922 Disney fundó una nueva empresa, Laugh-O-Gram Films, Inc., dedicada ya enteramente a la animación, Iwerks le siguió. Igualmente fue tras él cuando Disney se trasladó a Hollywood y fundó el Disney Brother's Studio, en 1923.
De hecho, tuvo un papel fundamental en el desarrollo del estilo característico de los primeros cortos de Disney. Animó los primeros dibujos animados de Mickey Mouse (se discute si la idea del personaje fue suya o de Disney, a quien se le atribuye oficialmente), y dirigió las primeras entregas de la serie Silly Symphonies. Sin embargo, rompió con Disney en 1930, cuando el productor Pat Powers le ofreció financiarle unos estudios propios.
El Iwerks Studio abrió sus puertas en 1930. El primer personaje creado por él fue la rana Flip (Flip the Frog), personaje muy semejante a Mickey Mouse (aunque, por supuesto, tratándose de una rana, carecía de orejas y hocico). Flip protagonizó 36 cortometrajes, pero no consiguió el éxito previsto por Iwerks y por su patrocinador. Uno de los cortometrajes, Fiddlesticks, utilizó por primera vez la técnica de Technicolor. En 1933, Iwerks dio a luz a un nuevo personaje, Willie Whopper, un niño travieso cuya vida cinematográfica no pasó del año. El estudio realizó también la serie ComiColor Cartoons, al estilo de las Silly Symphonies de Disney, en la que se utilizaba la nueva técnica de CineColor. En 1936, sin embargo, ante el fracaso del estudio, incapaz de competir con Disney y con los hermanos Fleischer, Powers le privó de su respaldo económico y el estudio tuvo que cerrar.
Entre 1936 y 1940, Iwerks trabajó para otros estudios de animación, como el Charles Mintz Screen Gems, de Charles B. Mintz, antiguo socio comercial de Disney. En 1937 dirigió para este Merry Mannequins, que algunos consideran su mejor trabajo.
En 1940, sin embargo, volvió a trabajar para Disney. Se dedicó a investigar nuevas técnicas de animación (participó en los efectos especiales usados en Canción del sur) e incluso en la tecnología de los parques de atracciones de Disney, durante los años 60.
Iwerks era conocido por la velocidad con que trabajaba. Se decía que era capaz de realizar más de setecientos dibujos en un solo día.
Falleció a los setenta años de edad, en 1971, por un ataque cardíaco en Burbank (California).
El documental The Hand Behind the Mouse: The Ub Iwerks Story se estrenó en 1999, seguido de un libro escrito por Leslie Iwerks y John Kenworthy en 2001.

## Premios y distinciones
Premios Óscar
| Año  | Categoría                | Película    | Resultado |
| ---- | ------------------------ | ----------- | --------- |
| 1964 | Mejores efectos visuales | Los pájaros | Nominado  |